# Beor (Insel)
Beor ist eine der indonesischen Kei-Inseln.

## Geographie
Beor ist südlich der Insel Ngodan vorgelagert, nordwestlich von Kei Kecil. Westlich befindet sich die Insel Er. Beor gehört zum Distrikt (Kecamatan) Kecamatan Kei Kecil des Regierungsbezirks (Kabupaten) der Südostmolukken (Maluku Tenggara). Dieser gehört zur indonesischen Provinz Maluku.